# Scary Monsters (and Super Creeps)
| 전문가 평가                   | 전문가 평가 |
| 평가 점수                     | 평가 점수   |
| 출처                          | 점수        |
| ----------------------------- | ----------- |
| AllMusic                      | [ 1 ]       |
| Blender                       | [ 2 ]       |
| Chicago Tribune               | [ 3 ]       |
| Christgau's Record Guide      | B+          |
| Encyclopedia of Popular Music | [ 5 ]       |
| Q                             | [ 6 ]       |
| Record Mirror                 | [ 7 ]       |
| The Rolling Stone Album Guide | [ 8 ]       |
| Smash Hits                    | 9/10        |
| Spin                          | [ 10 ]      |

《Scary Monsters (and Super Creeps)》는 《Scary Monsters》라고도 알려진 RCA 레코드가 1980년 9월 12일에 발매한 영국의 싱어송라이터 데이비드 보위의 열네 번째 스튜디오 음반이다. 이 음반은 보위가 레이블에 올린 마지막 스튜디오 음반이자 베를린 3부작에 이은 첫 번째 음반으로, 《Low》, 《"Heroes"》, 《Lodger》(1977년~1979년)로 구성되었다. 예술적인 면에서는 매우 중요한 것으로 여겨졌지만, 3부작은 상업적으로 덜 성공했다는 것이 증명되었다. 《Scary Monsters》로, 보위는 전기 작가 데이비드 버클리가 말하는 창조성과 주류 성공이라는 "완벽한 균형"을 달성했다.
발매되자마자, 이 음반은 비평가들의 찬사를 받으며 정점을 찍었고 미국에서 보위의 상업적 지위를 성공적으로 회복하는 동안 영국에서는 플래티넘이 되었다. 《Scary Monsters》는 나중에 일부 전기 작가들에 의해 보위의 "마지막 훌륭한 음반"으로 언급되고 이후 발매의 기준으로 언급될 것이다. 이 음반은 여러 번 재발매되었고 2017년 《A New Career in a New Town (1977–1982)》 박스 세트의 일부로 리마스터드되었다.

## 제작
공동 프로듀서인 토니 비스콘티에 따르면, 《Scary Monsters》에 대한 데이비드 보위의 방법은 최근 발매된 것보다 다소 덜 실험적이고 상업적으로 실행 가능한 소리를 내는 데 더 많은 시간을 할애했다. 이를 위해 작곡가는 스튜디오에서 즉흥적으로 음악을 연주하고 마지막 순간에 말을 지어내는 것보다 녹음하기 전에 스스로 가사와 멜로디를 개발하는 데 더 많은 시간을 할애했다. 톰 베를렌의 〈Kingdom Come〉이라는 커버를 제외하고, 그의 협력자들로부터 점점 더 많은 양의 투입이 있었던 '베를린 3부작'과는 달리, 모든 트랙은 보위에게만 인정될 것이다.
그 협력자들 중 브라이언 이노는 더 이상 《Scary Monsters》에 참여하지 않았지만 척 해머는 기타 신시사이저를 배치하는 여러 개의 텍스처 층을 추가했고, 그가 《Lodger》에 불참한 이후 로버트 프립은 이전에 《"Heroes"》에게 빌려준 독특한 기타 사운드를 가지고 돌아왔다. 브루스 스프링스틴의 피아니스트 로이 비탄은 5년 전 《Station to Station》 이후 첫 번째 보위 음반을 위해 돌아왔고, 더 후의 피트 타운젠드는 〈Because You're Young〉을 게스트로 참여했다. 이번 음반은 《Station to Station》 이후 함께한 데니스 데이비스, 카를로스 알로마, 조지 머레이의 리듬 섹션이 수록된 다섯 번째이자 마지막 보위 음반이 될 것이다.

## 곡 목록
모든 곡들은 특별한 언급이 없는 한 데이비드 보위에 의해 작사/작곡하였다.
| #  | 제목                                  | 재생 시간 |
| -- | ------------------------------------- | --------- |
| 1. | 〈It's No Game (No. 1)〉              | 4:20      |
| 2. | 〈Up the Hill Backwards〉             | 3:15      |
| 3. | 〈Scary Monsters (and Super Creeps)〉 | 5:12      |
| 4. | 〈Ashes to Ashes〉                    | 4:25      |
| 5. | 〈Fashion〉                           | 4:49      |

| #  | 제목                         | 재생 시간 |
| -- | ---------------------------- | --------- |
| 1. | 〈Teenage Wildlife〉         | 6:56      |
| 2. | 〈Scream Like a Baby〉       | 3:35      |
| 3. | 〈Kingdom Come (톰 베를렌)〉 | 3:45      |
| 4. | 〈Because You're Young〉     | 4:54      |
| 5. | 〈It's No Game (No. 2)〉     | 4:22      |

## 인증
| 국가                       | 인증     | 판매량/출하량 |
| -------------------------- | -------- | ------------- |
| 캐나다 (뮤직 캐나다)       | 플래티넘 | 100,000^      |
| 프랑스 (SNEP)              | 골드     | 379,000       |
| 독일                       | —        | 70,000        |
| 영국 (BPI)                 | 플래티넘 | 300,000^      |
| ^출하량을 기반으로 한 인증 |          |               |